# Filmsamleren
Filmsamleren (ISSN 0105-113X) var et tidsskrift om film på 8mm, der blev udgivet af Jakob Stegelmann og Stig Nielsen i 21 numre mellem 1975 og 1984.
Bladet var Skandinaviens ældste filmsamlertidsskrift og havde karakter af fanzine. Det blev redigeret af Jakob Stegelmann, der dengang solgte 8mm-film fra sin butik Panoptikon på Lille Triangel i København.
Filmsamleren bragte artikler og anmeldelser skrevet af Nicolas Barbano, Michael Blædel, Kevin Brownlow, Thomas Bøhling, Walther Knudsen, Freddy Milton, Erwin Neutzsky-Wulff, Stig Nielsen, Hans Kristian Pedersen, Thorkil Bjørn Rasmussen, Jostein Saakvitne, Jakob Stegelmann og Otto Waldoft. 
Da smalfilmsmarkedet i starten af 1980'erne blev overtaget af hjemmevideo (vhs og betamax), løb filmstrimlen ud for Filmsamleren.